# Belejringsvåben
Et belejringsvåben eller en belejringsmaskine er en mekanisme, der er designet til at bryde eller omgå tunge borgporte, tykke bymure og andre befæstninger under en belejring. Nogle belejringsvåben  er stationære og bygges på stedet for at angribe fjendtlige befæstninger fra afstand, mens andre er udstyret med hjul, så de kan rulles frem mod fjendens forsvarsværker. Der findes mange forskellige typer, såsom belejringstårne, der giver fodsoldater mulighed for at klatre op over mure og angribe forsvarerne, rambuk, der beskadiger mure eller porte, og store fjernangrebsvåben (såsom ballistaer, katapulter, blider og andre lignende konstruktioner), der angriber fra afstand ved at affyre tunge projektiler. Nogle komplekse belejringsmaskiner var en kombination af disse typer.
Belejringsmaskiner er ret store konstruktioner – med en størrelse fra et lille hus til en stor bygning. Fra oldtiden og frem til udviklingen og udbredelsen af krudt blev de primært bygget af træ, med brug af reb eller læder til at binde strukturerne sammen, muligvis med enkelte metaldele på kritiske belastningspunkter. De kunne affyre simple projektiler ved hjælp af naturlige materialer til at opbygge kraft gennem spænding, torsion, eller i tilfældet med blider, menneskelig muskelkraft eller modvægte kombineret med gearing.
Med udviklingen af krudt og forbedret metallurgi blev bombarder og senere tungt artilleri de primære belejringsvåben.
Belejringsmaskiner eller artilleri sammen med de nødvendige soldater, sappører, ammunition og transportkøretøjer til at gennemføre en belejring kaldes samlet set et belejringskorps.